# NGC 4289
NGC 4289 (również PGC 39886 lub UGC 7403) – galaktyka spiralna (Sc), znajdująca się w gwiazdozbiorze Panny. Odkrył ją w 1877 roku Wilhelm Tempel. Należy do Gromady w Pannie.